# Башкирова, Беата
Беата Башкирова (Бубенец, род. 19 июня 1987, Якутск) — кинорежиссёр-документалист, сценарист и оператор. Участник и призёр российских и международных кинофестивалей. 

## Биография
Родилась 19 июня 1987 года в Якутске. Окончила мастерскую документального кино и документального театра Марины Разбежкиной и Михаила Угарова. 
Первый документальный фильм о православном активисте Дмитрии Энтео «Божья воля» (2013) выиграл главный приз на международном кинофестивале Docudays UA 2015.
В 2013—2015 гг. Бубенец снимала украинскую революцию, аннексию Крыма и войну на Донбассе, результатом стал документальный фильм «Чечен». Премьера  состоялась в Амстердаме на фестивале IDFA в 2015 году, фильм также был включен в номинацию Alliance of Women Film EDA Award, выиграл гран-при на фестивале документального кино в Нью-Йорке, был признан «Лучшим полнометражным документальным фильмом 2015» на фестивале «Артдокфест» и «Лучшим артфильмом-2015» Российской национальной премии «Лавр».
В 2017 году состоялась премьера документального фильма «Полёт пули», снятого одним кадром, на кинофестивале «Артдокфест». Премьера была сорвана провокаторами из движения SERB. «Полёт пули» выиграл в номинации «Лучший артфильм-2017» национальной премии «Лавр», взял гран-при документального фестиваля в Лондоне Open City Doc, участвовал в конкурсе американского кинофестиваля True/False FF-2018 и других международных кинофестивалях.
В 2017—2018 годах снимала документальный сериал о закулисье президентской кампании Ксении Собчак.
В качестве оператора снимала документальный фильм «От рабства к свободе» (2018) Аркадия Когана об истории Авиталь и Натана Щаранских.
30 октября 2020 в московском «Театре.док» состоялась премьера документального кукольного спектакля «Сказка о шамане» об Александре Габышеве. Спектакль был сорван провокаторами из движения SERB.
С 2022 года живет во Франции.
В конкурсной программе Artdocfest Open на фестивале Artdocfest 2025 года показан документальный фильм режиссёров Беаты и Михаила Башкировых «Шаманская сказка» (2024).

## Личная жизнь
15 декабря 2020 года вышла замуж за историка, антрополога и документалиста Михаила Башкирова. Михаил — соавтор сценария фильма «Чувак» (2017) Владимира Мункуева.

## Публикации в СМИ
1. «Искусство кино»: Артдокфест-2017. Стрелять/Снимать. «Полет пули», режиссёр Беата Бубенец
2. Фильм про войну на Украине Беаты Бубенец получил «Лавровую ветвь»
3. «Театр.doc» переезжает
4. Беата Бубенец: Я не задумывалась о том, стоит ли бояться
5. Генпрокуратура проверит на экстремизм организаторов фестиваля «Артдокфест»
6. Мосгорсуд снизил срок ареста активисту SERB за срыв показа фильма о Донбассе
7. Режиссёр Беата Бубенец: Рада, что увидела лица тех, кто мне угрожает
8. На показ фильма про войну в Украине на «Артдокфесте» пришли сторонники сепаратистов. И пригрозили «серьезными проблемами»
9. «Полет пули» продолжится в Нью-Йорке
10. Под прицелом камеры: Беата Бубенец
11. Интервью для tvkinoradio «Камера — это участник событий, а человек за камерой — герой истории»
12. Персоны — Эхо Москвы
13. Film Comment Interview: Beata Bubenec
14. Meduza interviews Beata Bubenec, the director of a documentary film about the war in eastern Ukraine, whose screening was derailed by protests
15. Keep Calm and Doc On: The 8th Open City Documentary Festival
16. True/False 2018: What Can the Documentarian Do?
17. Interview: Beata Bubenec
18. When Women Call the Cuts: the Marina Razbezhkina School of Documentary Film
19. Ultra-Nationalists Crashed Documentary Festival in Russia
20. Beata Bubenec’s Flight of a Bullet Wins Open City Award as Award Winners Announced for the Open City Documentary Festival
21. Film review: Flight of a Bullet
22. A FASCINATING AND PROVOCATIVE DOCUMENTARY BY AN UPCOMING RUSSIAN DIRECTOR PREMIERS IN THE UK
23. Ukraine: Documenting Conflicts
24. New independent documentary streaming service True Story launches
25. NEW DOCUMENTARIES AT THE 2019 ASN WORLD CONVENTION DOCUMENTARY FESTIVAL
26. DOCUMENTING THE RISE OF HOMOPHOBIC FASCISM: AN INTERVIEW WITH GOD’S WILL DIRECTOR BEATA BUBENEC
27. The Art of non-fiction
28. Nelly is a juror for Open City Documentary Festival 2018- winners announced!